# Ларин, Юрий Алексеевич
Юрий Ларин (род. 17 апреля 1942 год, Комсомольск-на-Амуре) — мастер спорта СССР,заслуженный тренер РСФСР, заслуженный тренер России, заслуженный работник физической культуры и спорта Российской Федерации. Почетный гражданин города Таганрога ,судья всесоюзной категории. Канд. пед. наук. Профессор. Академик МПА.

## Биография
Юрий Ларин родился 17 апреля 1942 года в Комсомольск-на-Амуре. Его родители переехали в этот город из-за работы на авиационном заводе. В 1946 году семья вновь сменила место жительства и переехала в Таганрог. Старший брат мальчика увлекался спортом, и это повлияло на увлечения самого Юрий Ларина — он стал заниматься в секциях по легкой атлетике, играть в хоккей, настольный теннис, футбол, стал заниматься плаванием, водным поло и спортивной гимнастикой.
Когда Юрий Ларин учился в пятом классе школы № 28, он увидел объявление о наборе в «Клуб юных моряков» и решил записаться туда. На заседании его выбрали председателем этого клуба. Его учителями были В. П. Попов и Б. Ж. Жердзицкий, который привил самые важные знания — научил, как пилить, шпаклевать и красить лодку, без этих знаний парусным спортом было невозможно заниматься.
В период, когда Юрий Ларин только стал заниматься парусным спортом, это направление переживало расцвет в Таганроге. Он занимался в «Авангарде». Был шкотовым на яхте «Эмка», затем рулевым на «Ерше», «Олимпике». В 1960 году стал заниматься на яхте «Финн». После окончания школы начал учёбу в Таганрогском радиотехническом институте и окончил его как один из лучших выпускников, принял предложение остаться на кафедре вычислительной техники.
Юрий Ларин был избран председателем Всесоюзного тренерского совета студенческого общества «Буревестник». В 1965 году стал мастером спорта СССР, заняв второе место на Всесоюзной регате «Слава Севастополя» в классе «Финн».В течение ряда лет входил в состав сборной команды РСФСР. За время спортивной карьеры освоил следующие классы спортивных яхт : Ерш, Олимп, Финн, Дракон,R 5.5, Темпест, Солинг.
В 1968 году он стал работать на заводе «Красный котельщик», в 1971 году вместе с другими яхтсменами стал заниматься организацией лаборатории по исследованиям спорта в Таганрогском радиотехническом институте. Они исследовали устройства для постановки парусов и хотели оптимизировать курс яхты. Затем их исследования переместились в сторону спортсмена, который управлял яхтой. Этой теме была посвящена тема диссертации кандидата педагогических наук Юрия Ларина. Это была первая в СССР диссертация на материале парусного спорта Он занимался развитием парусного спорта в институте. Будучи играющим тренером, проводил постоянные тренировки, привлекая большое количество студентов к занятиям. Был инициатором открытия детской парусной школы при областном СДСО «Буревестник», а затем и школы высшего спортивного мастерства воспитанниками которой были: чемпион СССР в классе «Оптимист», чемпион России в классе «ЛГ» С. Сметанко, Олег Хреков — чемпион России в классе «ЛГ», десятикратный чемпион России в классе «Парусная доска» М. Зуев, чемпион России в классе «Финн», чемпион СССР в классе «Луч» И. Фролов, многократный чемпион России и трехкратный участник Олимпийских игр Владимир Моисеев, чемпион России в классе «Луч» и «Лазер» П. Чуприн, чемпион СССР в классе «420» и в классе «ЛГ» М. Журба. В течение ряда лет возглавлял Таганрогскую городскую и Ростовскую областную федерации парусного спорта, был Вице-президентом ВФПС.
С 1977 года стал заведовать кафедрой физического воспитания Таганрогского радиотехнического института., которой успешно заведовал 38 лет. Здесь было подготовлено 14 кандидатов наук , Чемпионы России и СССР в разных видах спорта, организована первая в стране лаборатория спортивной электроники, где велись исследования по ряду видов спорта, а также исследования в космической отрасли. В 80-х годах кафедра физвоспитания ТРТИ была признана лучшей спортивной кафедрой вузов страны и награждена Красным знаменем ЦС Буревестник.
Сотрудничал со сборной командой класса «Финн», лидером которой был Андрей Балашов — призёр Олимпийских игр 1976 и 1980 года. Осенью 1978 года был назначен старшим тренером сборной страны в этом же классе что позволило Андрею Балашову завоевать бронзовую медаль на Олимпиаде 1980.
Юрий Ларин проводил исследования, чтобы лучше понять залог успеха спортсменов и разработать подходящие нормы питания. Для этого в лаборатории был разработан исследовательский комплекс, который использовался для измерения частоты сердечных сокращений. Наблюдения велись на расстоянии 2 километров от спортсмена. Подобные испытания были не всем по душе, но одним из спортсменов, который с легкостью на них соглашался и воспринимал, был Андрей Балашов. На нем закреплялась специальная измерительная аппаратура, и он проходил первые испытания. Для того, чтобы провести исследования, нужно было закрепить электроды, а для этого иногда даже требовалось травмировать кожу, на которой оставались раны, которые заживали не сразу. В 1977 году Андрей Балашов стал невыездным, и Юрий Ларин под личную ответственность добился того, чтобы его стали выпускать за границу как раз перед Олимпиадой 1980 года — спортсмен смог начать борьбу за место в олимпийской сборной. В Хельсинки на открытом Чемпионате Европы Андрей Балашов смог занять третье место и получил право представлять страну в регате. Вначале Балашов показывал плохие результаты в первые дни гонок, затем после обсуждения с тренером Юрием Лариным стратегий ведения борьбы при разных вариантах ситуации во время Олимпиады, смог выиграть бронзовую медаль.  После того, как спортсмен стал призёром Олимпиады, он оставил свой автограф с надписью, в которой говорилось, что тренер Юрий Ларин — человек, который так много для него сделал и привел к успеху. Другой известный спортсмен, для которого Ларин был наставником — Сергей Хорецкий. По словам тренера Юрия Ларина, Сергей Хорецкий очень сильно выделялся среди других спортсменов, которые считались новичками: у него не было вредных привычек, он мог работать над достижением результата без устали, и очень быстро показывал то, как повышается его уровень мастерства. Своей деятельностью задавал планку для многих других яхтсменов в команде.
Работал тренером-преподавателем парусного спорта в Алжире с 1986 по 1989 год. Подготовил свыше 20 мастеров спорта из Таганрога, которые становились членами сборной команды страны. С 1989 по 1992 г.г. возглавлял КНГ сборной команды страны.
В 1990 году стал профессором ТРТУ, в 1993 году — университета Южной Каролины. В 2008 году прошел стажировку в Мичиганском государственном университете (США).
Юрий Ларин — автор книги «Подготовка яхтсмена-гонщика». Всего им опубликовано более 200 научных и учебно-методических материалов. Среди них два учебника (один на французском языке). Автор трех изобретений в спорте. Награждён тремя медалями ВДНХ СССР. С 1992 по 2000 год был Главным тренером сборной России по парусному спорту, За это время яхтсмены России неоднократно становились победителями ведущих мировых регат, Чемпионами Европы и Мира, призёрами Олимпийских игр. Работа проходила с тренерами Олегом Шиловым, Алексеем Чариковым, Сергеем Кановым, Виталием Тимофеевым, Александром Плотниковым, Сергеем Кузововым, Юрием Титавниным. По состоянию на осень 2012 года Юрий Ларин работал заведующим кафедрой физического воспитания ТТИ ЮФУ. С 2018 года на пенсии.

## Награды и звания
- Почетный знак Комитета по физкультуре и спорту при Совете Министров СССР «За большой вклад за завоевание золотых медалей XXII Олимпиады» (1980 год)[5] Медаль За заслуги в развитии Олимпийского движения в России (2012).
- Грамота и медаль Президента России (2010)[2] «За значительный вклад в развитие спорта и международного спортивного сотрудничества, пропаганду здорового образа жизни»[5]
- Лауреат национальной премии «Яхтсмен года» в номинации «За вклад в развитие парусного спорта» (2014)[2]
- Почетный гражданин города Таганрога (2003)[2] Профессор (1991), канд. пед. наук (1977), Почетный работник высшего профессионального образования Российской федерации (2006).Действительный член Международной педагогической академии(2007).Награжден Большой золотой медалью МПА (2007). Профессор университета Южной Каролины США (1993). Награждён сертификатом Сената штата Южной Каролины (США) за вклад в развитие дружеских отношений народов России и Америки.